# Nannowithius paradoxus
Nannowithius paradoxus är en spindeldjursart som först beskrevs av Volker Mahnert 1980.  Nannowithius paradoxus ingår i släktet Nannowithius och familjen Withiidae. Inga underarter finns listade i Catalogue of Life.